# Франческо Солимена
Франчèско Солимèна (на италиански: Francesco Solimena, 4 октомври 1657 Серино – 3 април 1747 Неапол), наричан още Абат Чичо (Abate Ciccio), е италиански художник и архитект.

## Биография
Франческо Солимена е смятан за един от художниците, който най-добре олицетворява къснобароковата култура в Италия. Негов първи учител е баща му Анджело Солимена, притежаващ ателие в Ночера дей Пагани, (името с което е била известна в миналото между XVI век и 1806 г. територията на днешните Ночера Инфериоре, Ночера Супериоре, Пагани , Сант'Еджидио дел Монте Албино и Корбара) – роден град на майка му Марта Резиниано, където живее семейството. Повлиян първоначално от произведенията на Франческо Гуарини, младият художник се премества в Неапол, където се запознава със сценографската и изобразителна живопис на Лука Джордано и тенебриста Матия Прети.
При едно от посещенията си в Ночера дей Пагани кардинал Пиетро Франческо Орсини, бъдещият папа Бенедикт XIII, забелязва работата на младия художник и го определя като художник без аналог за времето, като пожелава да го настани в двореца си.
Съвместно с баща си между 1670 и 1680 Франческо Солимена рисува „Рай“ в катедралния храм в Ночера Инфериоре и „Видението на Свети Кирил Александрийски“ в църквата „Сан Доменико“ в Солофра.
В творбите на художника в църквата „Свети Георги“ в Салерно и поредицата „Добродетел“ в църквата „Сан Паоло Маджоре“ в Неапол, рисувани след 1680 г., се забелязва отдалечаването му от стила на Натурализма, докато в картината „Свети Франциск се отказва от свещеничеството“, рисувана 1691 – 1692 г. за църквата „Сант'Анна дей Ломбарди“ в Неапол, се забелязва влиянието на Матия Прети.
Вече изграденият живописен стил на Солимена се вижда във фреската „Изгонването на Хелиодор от храма“ в параклиса „Сан Филипо Нери“ на Църквата на Новия Христос в Неапол.
Франческо Солимена е един от многото художници, който рисува в Кралски дворец в Казерта по искане на неаполитанския крал. Художникът работи и поръчки от главните европейски фамилии, макар че никога не се мести от Неапол.
Сред учениците му са бъдещите известни художници Джузепе Рубини, Паоло Гамба, Фердинандо Санфеличе и Доменико Антонио Вакаро, Ромуалдо Формозо и Микеле Фоскини.
Франческо Солимена умира във вилата си в Бара (неаполитански квартал) на 3 април 1747 г., а останките му се съхраняват в църквата „Сан Доменико“ в Бара. В чест на 250-годишнината от смъртта му кметyt на Неапол, граждани на Бара и представители на Доминикански орден поставят надгробна плоча върху гробницата му в църквата „Сан Доменико“.

## Анализ
Съставът на картините на Франческо Солимена често включва архитектурни елементи (арки, балюстрада, колони).
Историците на изкуството имат удоволствието да идентифицират многото модели, които художникът имитира в своите композиции. Неговите многобройни подготвителни проучвания са често комбинация от различни техники като мастило и писалка, креда и акварел.
От 1680 г. Солимена усвоява хроматичното експериментиране на Лука Джордано, чиито опит и стил определят цъфтежа на бароково-неаполитанската живопис. Солимена се оказва негов наследник и предава този стил на своите студенти Корадо Джакуинто, Себастиано Конка, Франческо де Мура и Никола Мария Роси.
От 1690 г. той се връща към примерите за енергична и изразителна барокова живопис на Матия Прети, а от около 1730 г. се връща към младежкия си ентусиазъм в барокова рисунка, характеризираща се с класически бароков стил.
Солимена оказва значително влияние както върху младите художниците, така и върху бъдещите поколения художници в Неапол и в цяла Централна Европа. Той служи като пример за възникващото поколение, по-специално Жан-Оноре Фрагонар, Франсиско Гоя и Франсоа Буше, вдъхновени от неговите творби.
Благодарение на Солимена и на Караваджо, Батистело Карачоло и Лука Джордано, характеризиращи Неапол през този период, градът постига статут на център на артистичното устройство, превръщайки се в европейска столица на живописта.

## Архитектурни работи
През четвъртото десетилетие на XVIII век епископът Николо де Доминичис решава да възстанови камбанарията на катедралата в Ночера Инфериоре, като работата е възложена на Франческо Солимена. Камбанарията е една от редките архитектурни постижения на Солимена, впечатляваща с уменията му на дизайнер.
Архитектурни работи на Солимена са запазени и до днес. Той е един от тримата архитекти на църквата „Сан Никола ала Карита“ v Неапол. Негови самостоятелни работи са фасадата и порталът на църквата „Сан Джузепе дей Веки“, Неапол, собственият му дом в Неапол, фасадата на църквата „Сан Доменико“ в Бара, олтарът „Свети Никола“ в Абатството „Света Мария Магдалена“ в Сант'Еджидио дел Монте Албино.

## Произведения

### Фрески
- „Триумф на вярата върху ереста“
Църквата „Сан Доменико Маджоре“,
Неапол
- „Изгонването на Хелиодор от храма“
 Църквата на Новия Христос,
 Неапол.
- Цикъл фрески в сакрестията на базилика „Сан Паоло Маджоре“,
Неапол
- Цикъл фрески в сакрестията на базилика „Сан Паоло Маджоре“,
Неапол
- Цикъл фрески в сакрестията на базилика „Сан Паоло Маджоре“,
Неапол
- Цикъл фрески в сакрестията на базилика „Сан Паоло Маджоре“,
Неапол
- Цикъл фрески в сакрестията на базилика „Сан Паоло Маджоре“,
Неапол

### Картини в Италия
- „Мадоната с Младенеца“
Кастел Нуово
Неапол
- „Карл III Хабсбург“
Музей Каподимонте
Неапол
- „Еней и Дидона“
Музей Каподимонте
Неапол
- „Агар и Исмаил в пустинята, утешавани от ангел“
Търговска банка
Неапол
- „Адам и Ева“
Национален музей за средновековно и модерно изкуство на Базиликата
Матера
- „Зевс рисува Венера“
Национален музей за средновековно и модерно изкуство на Базиликата
Матера
- „Раненият Еней“
Национален музей за средновековно и модерно изкуство на Базиликата
Матера

### В Световни музеи
- „Оформяне на вярата“
Музей на Нортън Симон
Пасадина, Калифорния
- „Алегория на царуването“
Ермитаж, Петербург, Русия
- „Ребека при кладенеца“
Ермитаж, Петербург, Русия
- „Успение Богородично“
Музей Джордет, Монтаргис, Франция
- „Аврора“
Музей Джордет, Монтаргис, Франция
- „Благовещение“
Държавният музей на изкуството
Копенхаген, Дания
- „Император Чарлз VI и Гундакер, граф Алтан“
Музей на историята на изкуството
Виена, Австрия
- „Докосни ме“
Национален музей за изящни изкуства
Рио де Жанейро, Бразилия
- „Бореас отнема Орегия, дъщеря на Ерехей“
Национален художествен музей
Баку, Азербайджан
- „Диана и Ендимион“
Арт галерия Уокър
Ливърпул, Англия
- „Отвличането на Оригия“
Уолтърс Арт Музей
 Балтимор, САЩ
- „Портрет на жена“
„Музеят на августинците“
Тулуза, Франция
- „Сънят на Якоб“
 Музея на изящните изкуства Томас Хенри
Шербур ан Котантен, Франция
- „Девата с Младенеца“
Художествена галерия и музей Келвингруув
Глазгоу, Шотландия